# Künstlerdorf Neumarkt an der Raab

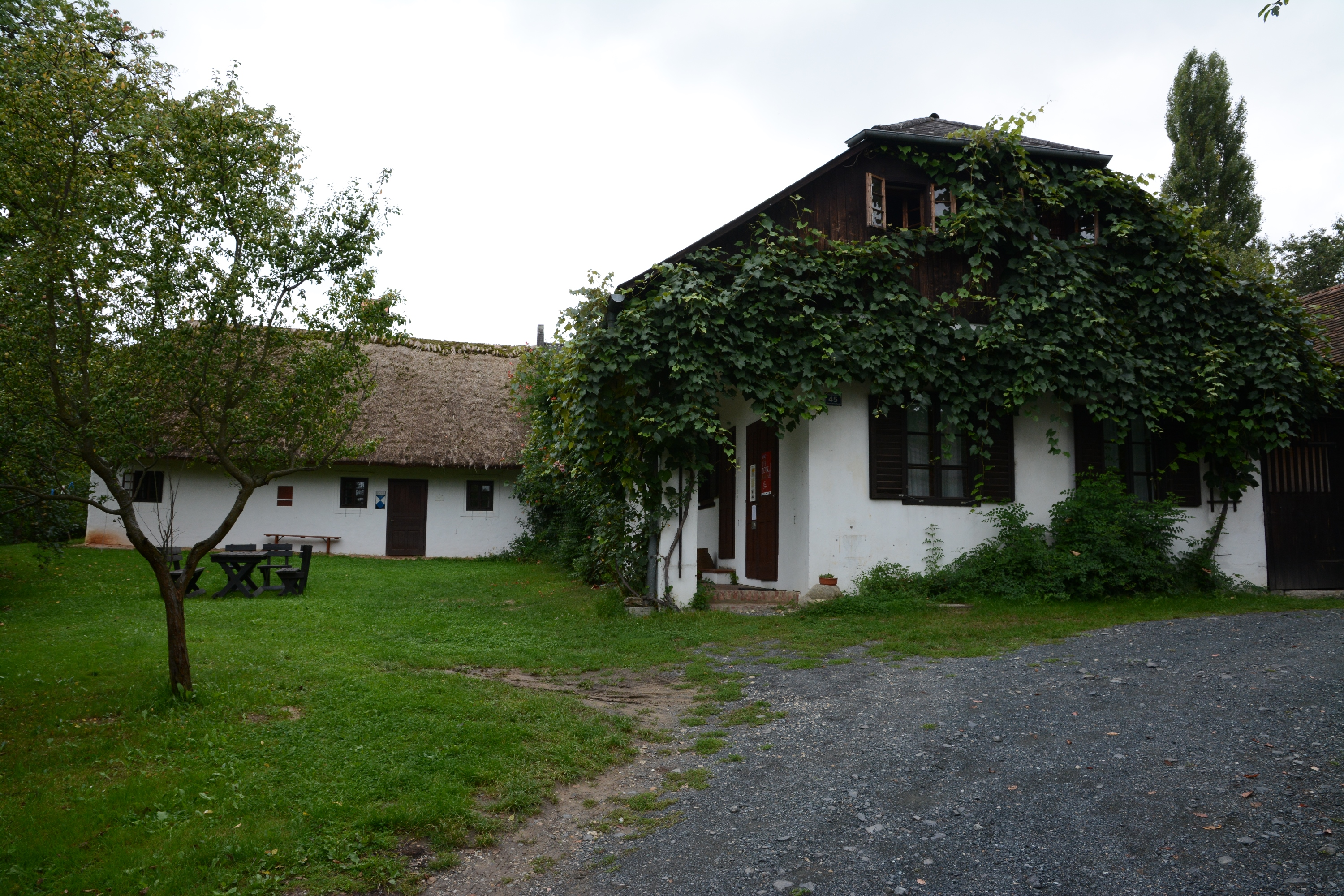
Heimathaus, ehemaliges Bauernhaus

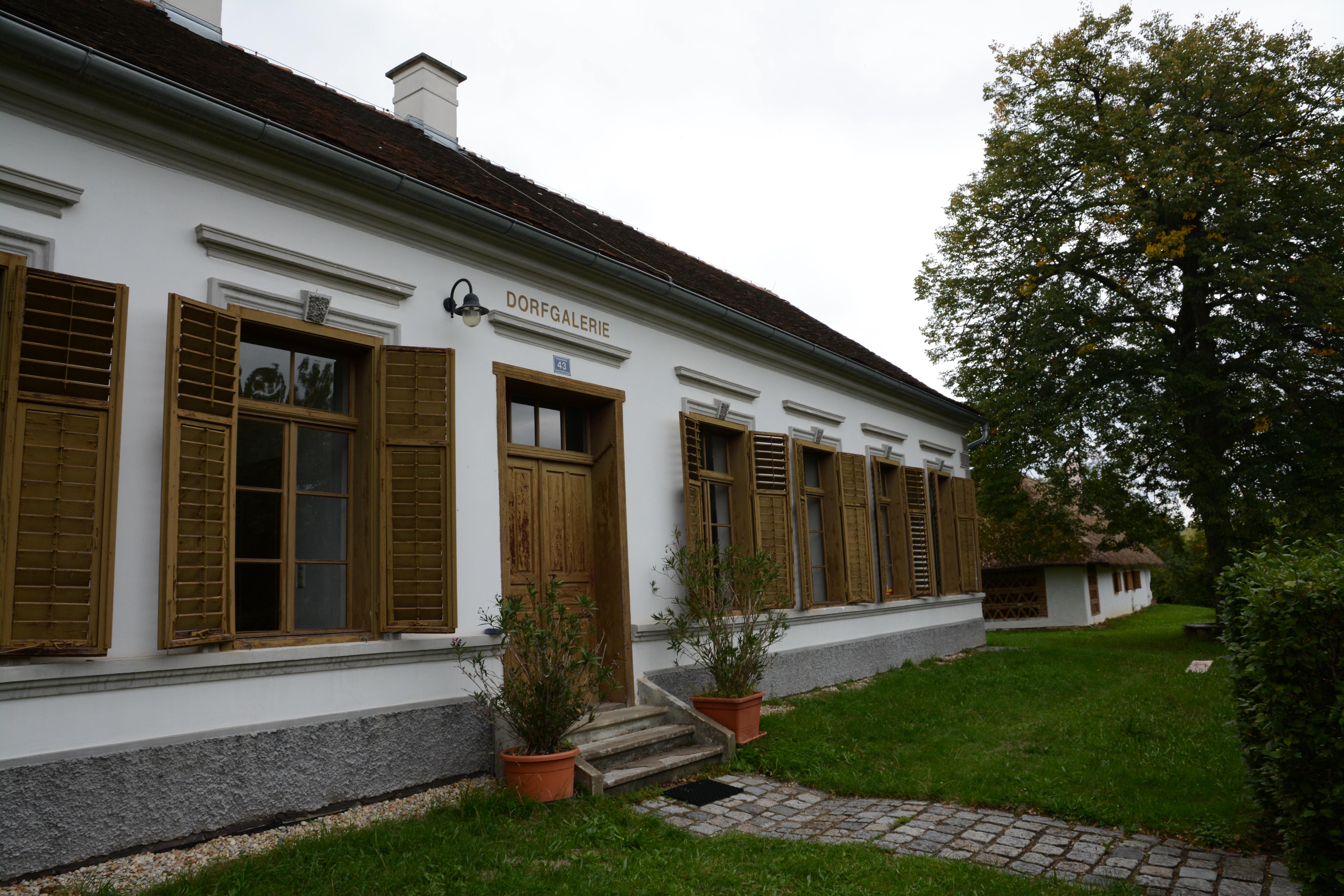
Dorfgalerie, ehemalige Volksschule

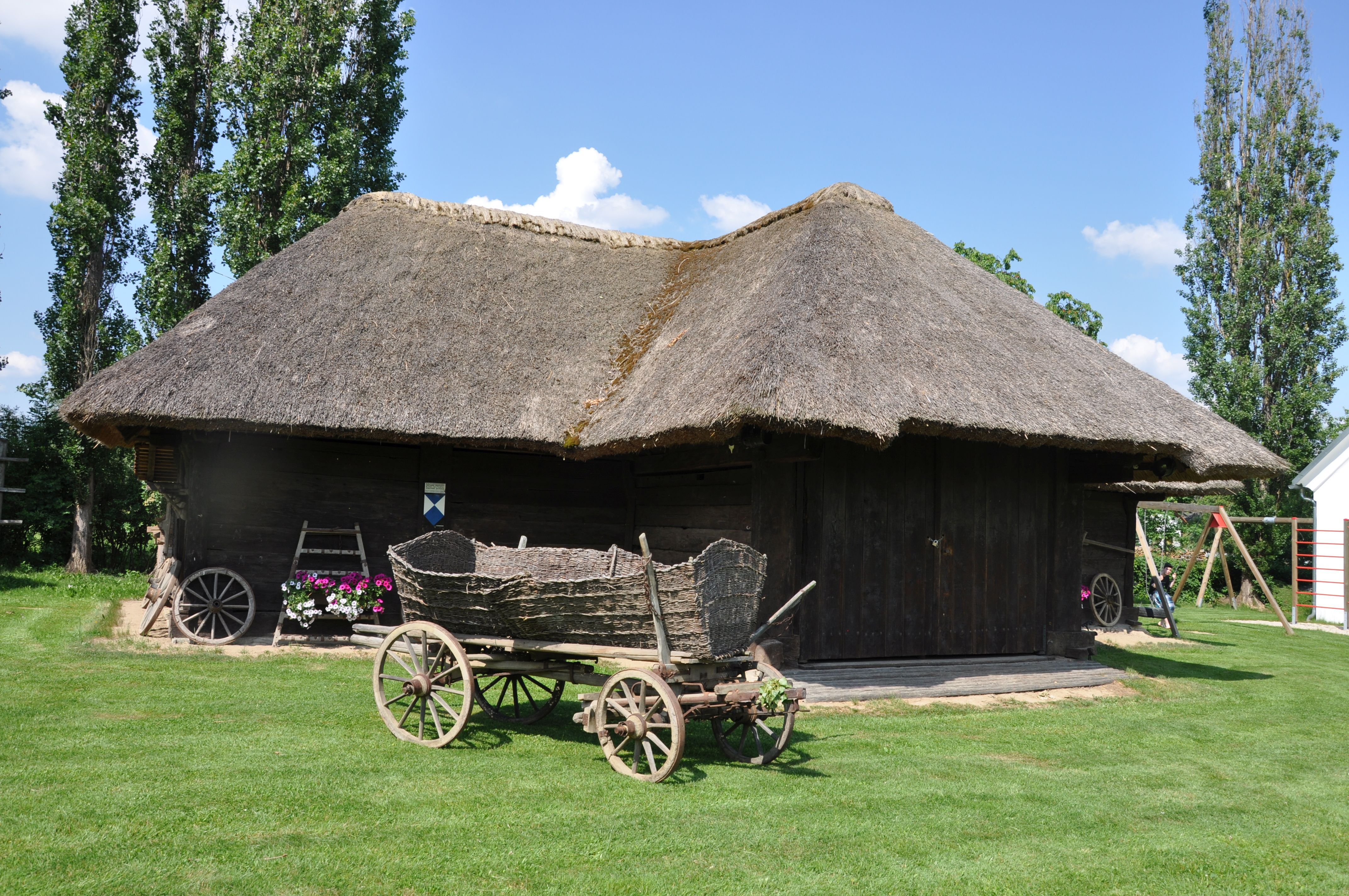
Der Kreuzstadl 2011

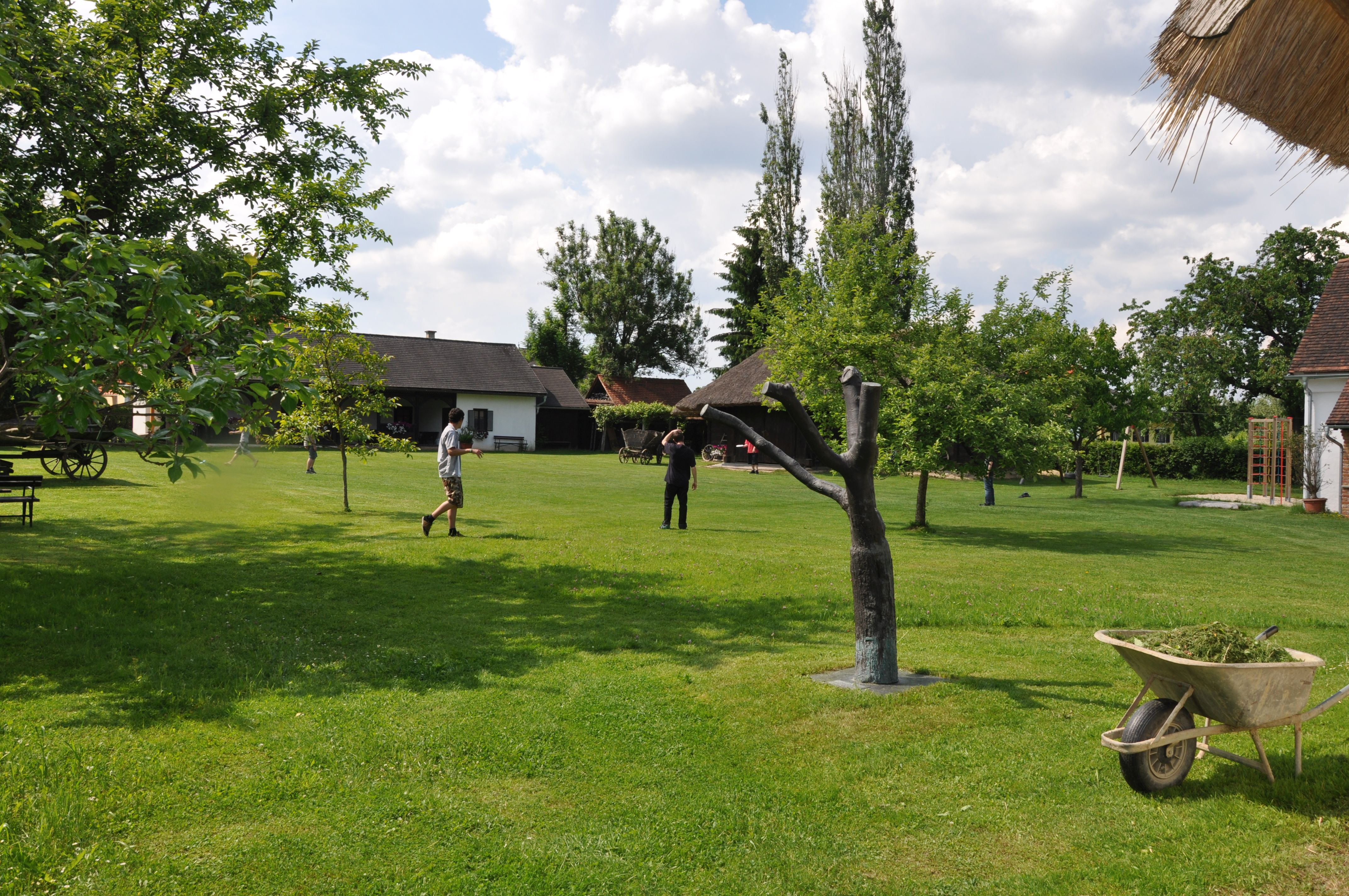
Dorfwiese. Bildhauerschule Hallein – Projektwoche Neumarkt – 2011

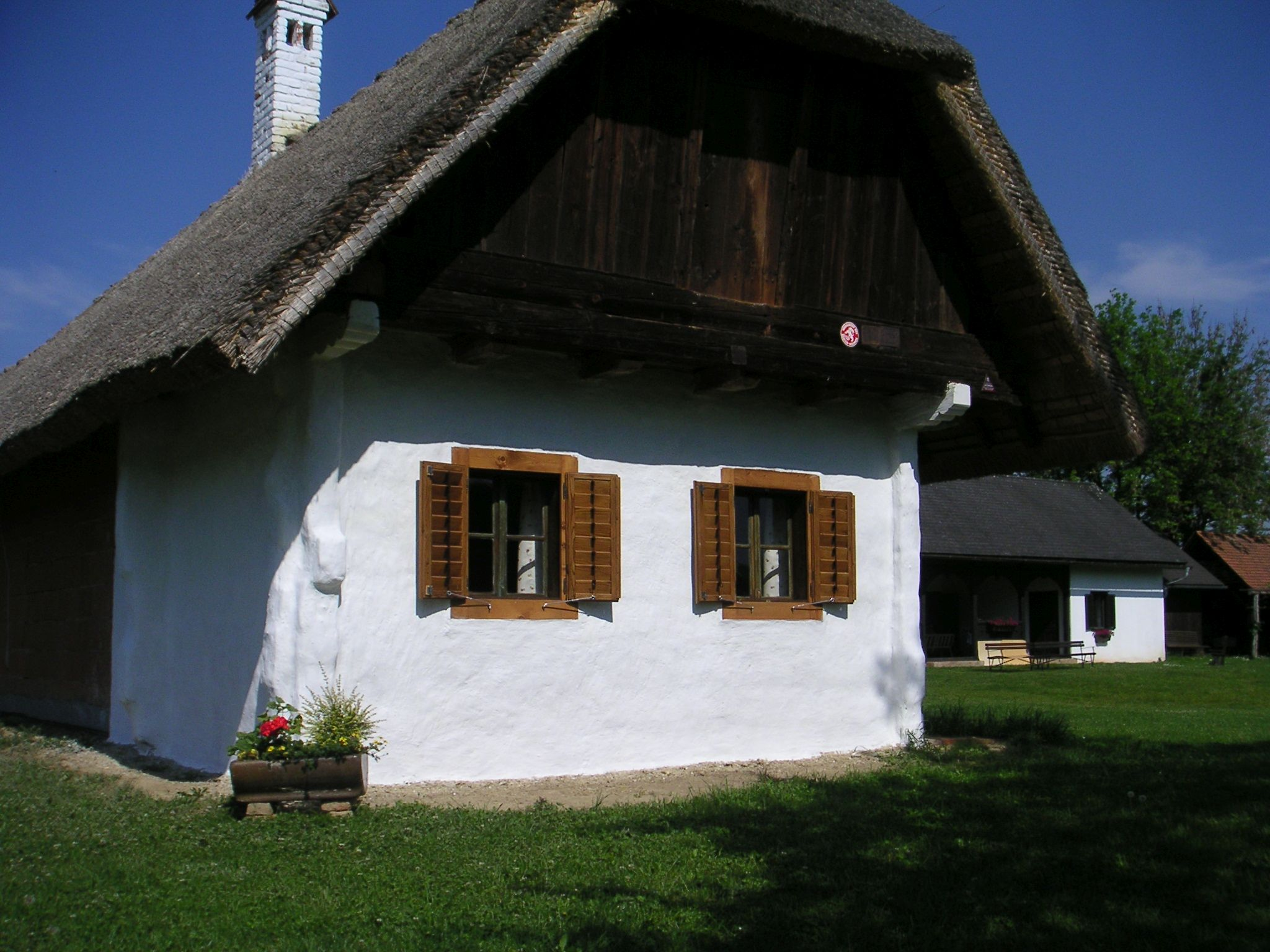
Paulihaus 2007

Das Künstlerdorf Neumarkt an der Raab steht im Ort Neumarkt an der Raab in der Marktgemeinde Sankt Martin an der Raab im Bezirk Jennersdorf im Burgenland. Einzelne Gebäude stehen unter Denkmalschutz.

## Geschichte
Der geplante Abriss eines alten Rauchküchenhauses führte den Maler Feri Zotter 1964 zur Gründung des Kulturvereins Neumarkt an der Raab. Zotter machte aus dem Rauchküchenhaus ein Atelierhaus und legte damit den Grundstein für ein Künstlerdorf. Künstler und Schriftsteller zogen zu, um im Künstlerdorf zu arbeiten. Peter Handke schrieb hier Die Angst des Tormanns beim Elfmeter. Peter Turrini und Wilhelm Pevny verfassten hier die Alpensaga. Auch Gerhard Roth, Wolfgang Bauer, Werner Schwab, H.C. Artmann, Rosa Pock, Barbara Frischmuth, Gert Jonke, Alfred Kolleritsch, Ernst Jandl, Friederike Mayröcker und Gerhard Rühm arbeiteten im Künstlerdorf. Gäste waren auch Josef Hader und Andreas Vitásek.
Seit 1999 belebt die Bildhauerschule Hallein die Werkstätten des Künstlerdorfes mit "Kunstjugend" im Rahmen der "Projektwoche Neumarkt", dabei stehen Druckgrafik und Fotografie auf dem Lehrplan.
Das aktuelle Logo des Künstlerdorfes stammt von Hans Weigand und wurde von Stephan Ehrenhofer umgesetzt.

## Kulturverein
Mitarbeiter des Kulturvereins sind oder waren: Alfred Schmeller (Landeskonservator), Feri Zotter, Eduard Sauerzopf, Johannes Jandrasits (Vertreter der Kulturabteilung der Bgld. Landesregierung), Alois Neubauer, Johann Lamm, Franz Vass, Christoph Donin, Gottfried Pröll, Martha Jungwirth, Johannes Wanke, Walter Pichler und Petra Werkovits.
Der Verein bietet ein reichhaltiges Programm, angeboten werden Kurse im Rahmen der jährlichen Sommerakademie, Kunstausstellungen, Theateraufführungen, Konzerte und Lesungen.

## Künstlerdorf
Das Bauensemble umfasst folgende Gebäude:
- 1. Atelierhaus (Daxhaus)
- Zweggerlhaus mit Rezeption
- Hypercubus (Mediathek)
- Kreuzstadl (ältester Kreuzstadl des Burgenlandes, 1976)
- Paulihaus
- Druckwerkstatt (Luis-Haus)
- Dorfgalerie (ehem. Volksschule)
- Pavillon (ältestes Kino Burgenlands)